# 赫里斯蒂娜·索洛維
赫里斯蒂娜·伊万尼芙娜·索洛維（羅馬化：Khrystyna Ivanivna Solovii；1993年1月17日—），烏克蘭蘭科民歌手。

## 經歷
索洛維生於德羅霍貝奇一個家庭，家人是合唱團指揮。
後來和家人搬到利沃夫，在萊姆科維納合唱團演唱蘭科民歌三年。利沃夫大學語言學院畢業。

## 音樂生涯

### 2013：Holos Krayiny（烏克蘭之聲）
索洛維参加烏克蘭版The Voice——Holos Krayiny，加入斯維亞托斯拉夫·瓦卡爾丘克的隊伍並躋身半總決賽。在比賽中主要唱烏克蘭民歌。

### 2015：Zhyva voda（活水）
2015年索洛維發表首張個人專輯《Zhyva voda》（烏克蘭語：Жива вода；活水），收錄12首歌曲（10首来自蘭科人和烏克蘭民歌，另2首自行創作）。

### 2018年至今：Liubyi druh （親愛的朋友）
2018年10月24日，索洛維發第二張錄音室專輯《Liubyi druh》（烏克蘭語：Любий друг；親愛的朋友）。

## 音樂作品

### 錄音室專輯
- 2015年 –《Zhyva voda》（Жива вода，活水）
- 2018年 – 《Liubyi druh》（Любий друг，親愛的朋友）
- 2021年 – 《Rosa Ventorum I》

### 迷你專輯
- 2021年 –《Rosa Ventorum II》
- 2023年 –《Rizdvanyii sny》
- 2023年 –《Rosa Ventorum III》

### 單曲
- 2016年 –《Khto yak ne ty?》
- 2017年 –《Fortepiano》
- 2018年 –《Shkidlyva Zvychka》
- 2018年 –《Stezhechka》
- 2019年 –《Kholodno》
- 2021年 –《Vtikala》
- 2022年 –《Ukraiinska liut》 (啊，姑娘再見封面)
- 2022年 –《Ya tvoya zbroya》
- 2022年 –《Yunist》
- 2023年 –《Podzvonyty mami》
- 2024年 –《Kamerton》
- 2024年 –《Kucheryky》

### 參加作品
- 2021年 –《Taksi》(feat. 卡盧什樂團)
- 2017年 –《Bizhy tikay》(feat. Sasha Chemerov)
- 2023年 –《Hobelen》(feat. Mertvyi Piven)
- 2023年 –《Serce》(feat. Zhadan i sobaky)
- 2024年 –《Divchyno myla》(feat. Volodymyr Dantes)

## MV
| 年份    | 標題                                 | 導演              | 專輯       |
| ------- | ------------------------------------ | ----------------- | ---------- |
| 2015    | 堅持                                 | 馬克西姆·克肖恩達 | 活水       |
| 2015    | Pod oblachkom（雲下）                | 揚娜·阿爾圖霍娃   | 活水       |
| 2016 年 | Khto, yak ne ty?（除了你，還有誰？） | 安德里·博亞爾     | 親愛的朋友 |
| 2017    | Fortepiano（鋼琴）                   | 安娜·布里亞奇科娃 | 親愛的朋友 |
| 2019    | Liubyi druh（親愛的朋友）            |                   | 親愛的朋友 |